# Мапутски залив
Мапутски залив (порт. Baía de Maputo), раније познат и као Залив Делагоа и Залив Лоренсо Маркеш (порт. Baía da Lagoa, Baía de  Lourenço Marques) малени је залив лагунског типа у југозападном делу акваторије Индијског океана, у јужном делу обале афричке државе Мозамбик.
Од отвореног мора на истоку га одваја уска пешчана превлака полуострва Машангуло, дужине око двадесетак километара, те два мања острва − Ињака и Иља дос Португезес. У северном делу залива налазе се Шефинска острва, архипелаг од 3 мања острва настала гомилањем наносног материјала који река Инкомати на свом естуарском ушћу уноси у залив. Ма крајњем западу залив се дубоко увлачи у копно у виду естуара Светог Духа (порт. Estuário do Espírito Santo) у који се уливају 4 мање реке − Инфулене, Матола, Умбелузи и Тембе. Једини водоток који се улива у залив на његовим јужним обалама је река Мапуто. 
Први европљанин који је допловио до обала залива био је португалски истраживач Антонио до Кампо 1502. године, који је заливу дао једноставно име Лагуна, због чега је дуго времена сам залив био познат као Делагоа. Убрзо након открића залива Португалци су на месту данашњег Мапута основали трговачку колонију која је неколико векова касније прерасла у град Лоренсо Мркеш (данашњи Мапуто), садашњу престоницу Мозамбика. На западној обали залива налази се још и град Матола. 
У заливу се могу видети грбави китови и неколико врста делфина, док у рекама непосредно пре њиховог ушћа обитавају нилски коњи и крокодили. 